# Josh Elliot
Josh Elliot est un acteur tchèque de films pornographiques gays né le 21 juin 1984.

## Parutions presse
- Couverture de Freshmen en octobre 2004[1]
- Couverture de l'édition #57 de la Revue Le Point Canada. https://gayglobe.net/revue-le-point-57/

## Vidéographie
- 2002 : Personal Trainers: Part 4
- 2002 : 101 Men Part 12 (crédité comme Josh)
- 2003 : Out at Last 3: Cocktails
- 2003 : Out at Last 4: Bazaar
- 2004 : Greek Holiday Part 2: Cruising Mykonos
- 2004 : Pretty Boy
- 2005 : Lukas in Love: Part 2
- 2005 : Lukas in Love
- 2005 : The Private Life of Tim Hamilton
- 2006 : Out in Africa 3
- 2006 : Pillow Talk 2
- 2006 : Out in Africa 2
- 2006 : Pillow Talk 1
- 2006 : Out in Africa 1
- 2007 : Personal Trainers: Part 10
- 2007 : 2 Too Many Boys
- 2007 : Out at Last 5: Striptease
- 2007 : Undressed Rehearsals Part Two
- 2007 : Graffiti
- 2007 : Undressed Rehearsals Part One
- 2007 : Mating Season
- 2008 : Personal Trainers: A+ Part 2
- 2008 : Personal Trainers: Part 11
- 2008 : French Kiss
- 2008 : The Private Life of Brandon Manilow
- 2009 : Johan's Journal Part 2 (non crédité, segment « Raunch Bus Ride »)